# یتیم‌خانه پرینکیپو
یتیم‌خانه پرینکیپو با نامِ کاملِ یتیم‌خانه ارتودوکس یونانی پرینکیپو (انگلیسی: Prinkipo Greek Orthodox Orphanage) یک عمارت چوبی تاریخی به وسعت ۲۰٬۰۰۰ متر مربع است که در جزیرهٔ بویوک آدا، یکی از ۹ جزیرهٔ مجمع‌الجزایر پرنس در دریای مرمره در نزدیکی استانبول ترکیه واقع شده‌است. این عمارت از سال ۱۹۰۳ تا ۱۹۶۴ میلادی، یک یتیم‌خانه بود.
یتیم‌خانه پرینکیپو قدیمی‌ترین سازهٔ چوبی در اروپا است و به لحاظِ مساحت، دومین سازهٔ چوبی در جهان است.
این ساختمان بزرگ چوبی در سال ۱۸۹۸ میلادی، توسط آرشیتکت فرانسوی-عثمانی الکساندر والوری به عنوان یک هتل و کازینو برای «کمپانی اینترناسیونال دِ واگن-لی» که شرکت گردانندهٔ اورینت اکسپرس هم هست، طراحی و ساخته شد.
این یتیم‌خانه از نیم قرن قبل تعطیل است و در سال ۱۹۸۰ به‌دنبال یک آتش‌سوری، دچار آسیب‌دیدگی شدید شد.